# Bayahibe
Bayahibe è un piccolo villaggio di pescatori, situato nella provincia di La Altagracia a 30 km dall'aeroporto internazionale de La Romana, nella Repubblica Dominicana.
Un paesino caraibico che vive di pesca e turismo, dove le poche e piccole strutture ricettive si integrano in modo armonioso con la naturale cultura locale.

Dista circa due ore di pullman dalla capitale, Santo Domingo, e mezz'ora dall'Altos de Chavòn, zona nella quale sono stati girati film di successo come Apocalypse Now, Rambo II e King Kong.
Questo piccolo paesino di mare, con tutte le sue strade asfaltate dal 2014, è situato nel cuore del Parque National del Este e viene utilizzato come punto logistico per raggiungere Isla Saona e Isla Catalina.

## Città Turistica
Questo villaggio è noto al mondo anche grazie alla sua vasta concentrazione di "resort" turistici, che popolano la città per tutti i mesi dell'anno, tra tutti spiccano italiani, spagnoli, francesi, tedeschi e portoghesi.

## Galleria d'immagini

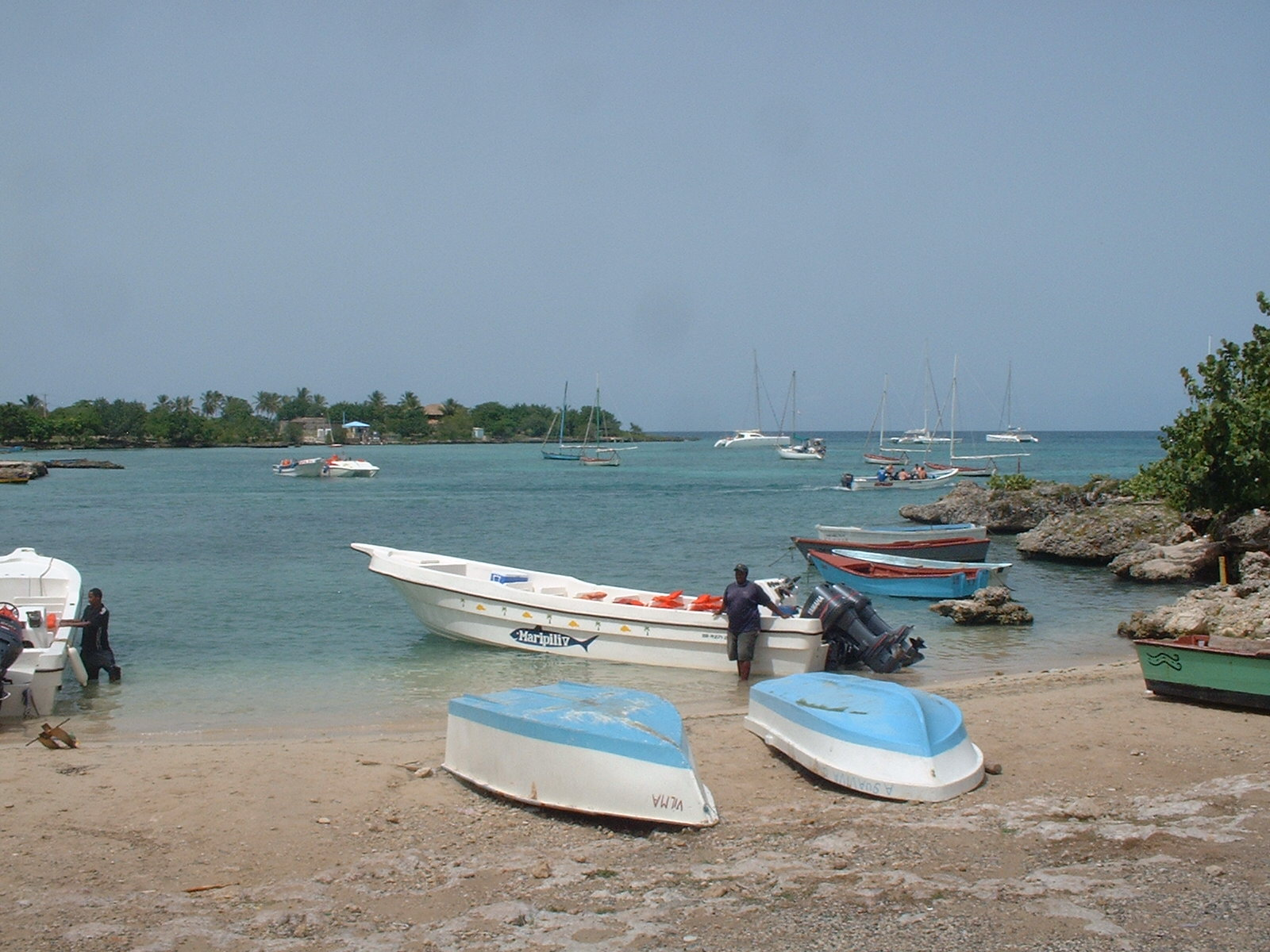
La Spiaggia
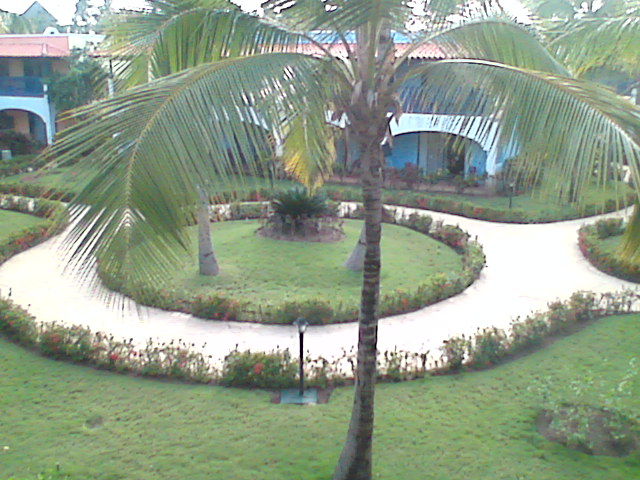
Giardino di un resort turistico
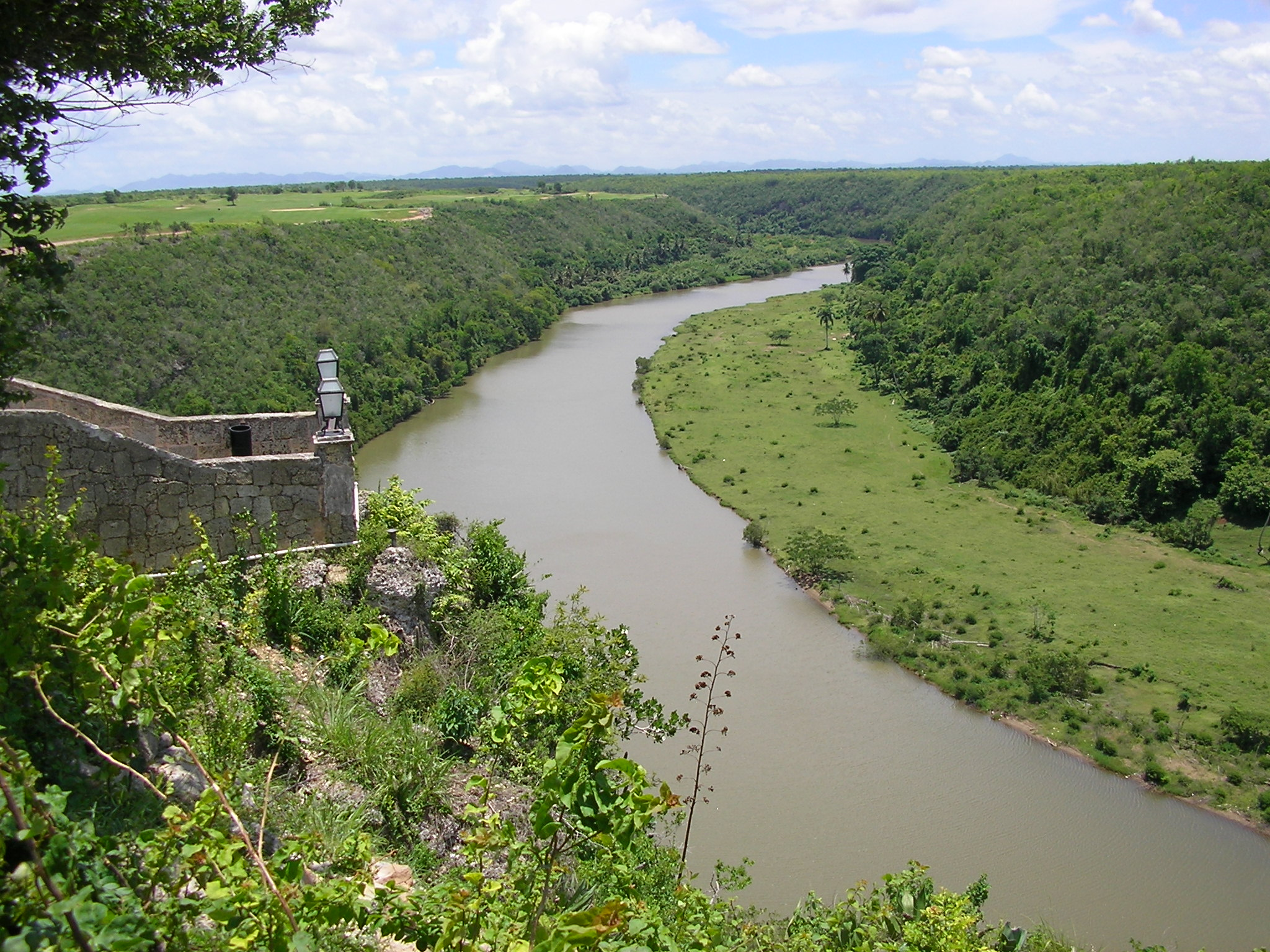
Altos de Chavon